# Laguna Quiñenco
La laguna Quiñenco es un cuerpo de agua superficial costera ubicada en la comuna chilena de Coronel, en la provincia de Concepción, región del Biobío.

## Ubicación y descripción
La laguna está ubicada en los valles de la cordillera de Nahuelbuta bloqueados por dunas y cordones litorales
: 60 

## Hidrología
Alimentada de las aguas de la Cordillera de Nahuelbuta, es la responsable de varias de las vegas del sector. La laguna sirve como abastecimiento de agua potable para los habitantes de Coronel, y tanto la conservación de sus aguas como la regulación de sus terrenos aledaños son controlados actualmente por el Plan Regulador Metropolitano de Concepción.
Existe un acabado estudio de las características de la laguna Chica (San Pedro de la Paz), laguna Grande (San Pedro de la Paz), laguna Quiñenco, lago Lanalhue y del lago Lleulleu, del que presentamos la tabla de parámetros morfológicos.
| Parámetros/Cuerpo de agua | Laguna Chica | Laguna Grande | Laguna Quiñenco | Lago Lanalhue | Lago Lleulleu |
| Latitud (S) | 36° 51’      | 36° 51’       | 36° 59’         | 37° 55’       | 38° 9’        |
| Longitud (W) | 73° 5’       | 73° 6’        | 73° 7’          | 73° 19’       | 73° 19’       |
| Altura (m s. n. m.) | 5.0          | 4.0           | 5.0             | 12.0          | 20.0          |
| Profundidad máx. (m) | 18.0         | 13.5          | 6.1             | 26.0          | 46.5          |
| Profundidad media (m) | 10.3         | 8.3           | 3.0             | 13.1          | 23.5          |
| Largo máx. (km) | 1.9          | 2.7           | 1.1             | 9.6           | 13.2          |
| Ancho máx. (km) | 0.87         | 1.4           | 0.36            | 4.3           | 3.7           |
| Perímetro (km) | 5.7          | 9.4           | 2.94            | 58.6          | 93.3          |
| Área del lago (km²) | 0.82         | 1.55          | 0.29            | 31.9          | 39.8          |
| Área cuenca (km²) | 4.5          | 12.7          | 3.0             | 325.0         | 670.0         |
| Volumen (km³) | 0.0086       | 0.0128        | 0.0009          | 0.418         | 0.934         |
| Desarrollo línea de costa* | 1.8          | 2.1           | 1.5             | 2.9           | 4.2           |
| Rel. Prof. media / Prof. máx. | 0.57         | 0.61          | 0.49            | 0.50          | 0.50          |
| Rel. Área cuenca / área lago | 5.5          | 8.2           | 10.3            | 10.2          | 16.8          |
| Rel. Área cuenca / vol. lago | 523.3        | 992.2         | 3333.3          | 777.5         | 717.3         |
| Prof. criptodepresión (m) | 13.0         | 9.5           | 1.1             | 14.0          | 26.9          |
| - El coeficiente de perímetro o desarrollo línea de costa es la proporción entre el perímetro del lago y el perímetro de una circunferencia con igual área que el lago. Toma el valor 1 para un lago perfectamente circular. {\textstyle D_{L}={\frac {L}{2{\sqrt {\pi A}}}}}, con {\textstyle D_{L}} es el coeficiente, {\displaystyle L} es el perímetro del lago, y {\displaystyle A} es el área del lago. - El desarrollo del volumen es una medida de la diferencia entre la forma del lago (cuerpo de agua) y la de un cono: Dv = 3 Z÷ Zmax |              |               |                 |               |               |

## Historia
Luis Risopatrón la describe brevemente en su Diccionario Jeográfico de Chile de 1924:
Quiñenco (Laguna de) 37° 01' 73° 05' Es pequeña i se encuentra en los oríjenes del rio Boca Maule; hacia el N E de Calabozo. 62, i, p. 199; i Quinenco en 86, p. 160 plano.

## Población, economía y ecología

### Estado trófico
La eutrofización es el envejecimiento natural de cuerpos lacustres (lagos, lagunas, embalses, pantanos, humedales, etc.) como resultado de la acumulación gradual de nutrientes, un incremento de la productividad biológica y la acumulación paulatina de sedimentos provenientes de su cuenca de drenaje.: 4  Su avance es dependiente del flujo de nutrientes, de las dimensiones y forma del cuerpo lacustre y del tiempo de permanencia del agua en el mismo.: 24  En estado natural la eutrofización es lenta (a escala de milenios), pero por causas relacionadas con el mal uso del suelo, el incremento de la erosión y por la descarga de aguas servidas domésticas entre otras, puede verse acelerado a escala temporal de décadas o menos.: 4  Los elementos más característicos del estado trófico son fósforo, nitrógeno, DBO5 y clorofila y la propiedad turbiedad.
Existen diferentes criterios de clasificación trófica que caracterizan la concentración de esos elementos (de menor a mayor concentración) como: ultraoligotrófico, oligotrófico, mesotrófico, eutrófico, hipereutrófico. Ese es el estado trófico del elemento en el cuerpo de agua. Los estados hipereutrófico y eutrófico son estados no deseados en el ecosistema, debido a que los bienes y servicios que nos brinda el agua (bebida, recreación, higiene, entre otros) son más compatibles con lagos de características ultraoligotróficas, oligotróficas o mesotróficas.: 14 
La laguna Quiñenco posee una moderada calidad de agua y su calificación es de lago distrófico, esto es con una baja penetración de la luz como consecuencia de los materiales en suspensión a causa del drenaje natural.: 79 